# Calephelis rawsoni
Calephelis rawsoni is een vlindersoort uit de familie van de prachtvlinders (Riodinidae), onderfamilie Riodininae.
Calephelis rawsoni werd in 1939 beschreven door McAlpine.